# Nordsøvandreruten
Nordsøvandreruten, officielle navn North Sea Trail, er en vandresti, som går gennem landene, som omkranser Nordsøen.
Stien passerer Norge, Sverige, Danmark, Tyskland, Nederlandene, England og Skotland og har en totallængde på ca. 5.000 km.
Stiens opbygning strakte sig over en periode på fire år, fra 2002 til 2006, med et budget på 7.3 millioner euro, hvoraf halvdelen blev finansieret med EU-midler.

## Lande med tilhørende områder,som gennemløbes af stien

### Norge
- Vestland
- Rogaland
- Vest-Agder
- Vestfold og Telemark
- Møre og Romsdal
- Viken

### Sverige
- Götaland
- Halland

### Danmark
I Danmark har Nordsøvandreruten tre forskellige navne:

#### Sjælland,Lolland-FalsterogMøn
- Sjællandsleden – har sin egen webportal [1] og en serie kort udgivet af Region Sjælland.

#### DjurslandogNordjylland
- Nordsøstien – fra Grenå til Agger – er beskrevet i en serie foldere udgivet af de tidligere amter.

#### VestjyllandogSønderjylland
- Drivvejen – fra Agger til grænsen – er beskrevet i en kortbog udgivet af amter og museer (ISBN 87-7054-041-1)

### Tyskland
- Karrharde - kun afmærket på den 4 km lange historiske oksevej i Langenberger Forst syd for Leck.

### Nederlandene
- Lange-Afstands-Wandelpad, som går igennem:
  - Friesland
  - Zeeland
  - Zuid-Holland
  - Noord-Holland
  - Groningen

### England
- Northumberland
- North York Moors

### Skotland
- Aberdeen
- Aberdeenshire
- East Lothian (John Muir Way)
- Fife
- Moray Firth